# Anastrepha pacifica
Anastrepha pacifica
 es una especie de insecto díptero que Hernandez-Ortiz describió científicamente por primera vez en el año 1991.
Esta especie pertenece al género Anastrepha de la familia Tephritidae.